# Vermoeden van Erdős-Straus
Het vermoeden van Erdős-Straus is een nog niet bewezen vermoeden uit de getaltheorie dat stelt dat door welk getal groter dan 1 je 4 ook deelt, het quotiënt altijd de som van drie stambreuken is. Paul Erdős en Ernst G. Straus stelden het vermoeden op in 1948. Het is een van de vele vermoedens van Erdős.
Formeel luidt het vermoeden:
voor iedere gehele {\displaystyle n\geq 2} geldt dat er positieve getallen {\displaystyle x,y,z\in \mathbb {Z} } zijn, zo dat
{\displaystyle {\frac {4}{n}}={\frac {1}{x}}+{\frac {1}{y}}+{\frac {1}{z}}.}

## Berekende toetsing
Verscheidene auteurs hebben met brute kracht naar tegenbewijs gezocht. Dit zoeken ging een stuk sneller door alleen priemgetallen te bekijken met verschillende equivalentierelaties. Zo heeft Allan Swett dit bekeken tot {\displaystyle 10^{14}}.

## Modulaire gelijkheid
Als beide kanten van de vergelijking {\displaystyle 4/n=1/x+1/y+1/z} met {\displaystyle nxyz} vermenigvuldigd worden, ontstaat de vergelijking {\displaystyle 4xyz=n(xy+xz+yz)}. Als polynomiale vergelijking met gehele getallen is dit een diofantische vergelijking.

## Het aantal oplossingen
Het aantal verschillende mogelijkheden als functie van {\displaystyle n} om {\displaystyle 4/n} als som van 3 stambreuken te schrijven heeft computers ook aan het rekenen gezet. Dit aantal schijnt onregelmatig te groeien met {\displaystyle n}. Te beginnen bij {\displaystyle n=3} is het aantal verschillende mogelijkheden:
1, 1, 2, 5, 5, 6, 4, 9, 7, 15, 4, 14, 33, 22, 4, 21, 9, ... (rij A073101) in OEIS.
Zelfs voor grotere {\displaystyle n} kunnen er relatief weinig oplossingen zijn. Zo zijn er bijvoorbeeld maar 7 verschillende oplossingen voor {\displaystyle n=73}.